# Парче плавог неба
Парче плавог неба је југословенски драмски филм из 1961. године. Режирао га је Тома Јањић а сценарио је написао Васа Поповић.

## Радња
Парче плавог неба - то је све што могу видети становници дворишта где живе људи који се радују и свађају и једни другима непотребно загорчавају живот. Чеда, ноћни поливач улице, пије да би заборавио бриге, али ипак воли жену и децу који пате због његовог пијанства. Подстанар Бора, ложач локомотива, гаји дивље голубове који, опет, сметају господину и госпођи Кнез - жени пуној комплекса због неостварених жеља. Ту је и симпатични деда Филип, човек који воли децу и храни Борине голубове, затим даље је мали Миша, парализовани дечак који с балкона свог стана учествује у дечијој игри. Мало даље је Жужа, жена проблематичног занимања, која издаје собу и тражи мужа.
Ту је и сликар са женом Мицом, ту су њихови сликарски проблеми, а преко пута њих је студенткиња Љиља, која, кад се сунча у бикини костиму, збуњује не само сликара. Ту су, најзад, неизбежни суседи, знани и незнани, деца, милиционери, судија за прекршаје и остали који употпуњавају овај живописни и занимљиви амбијент.
И они живе у том дворишту са својим радостима и ситним уједањима без којих би живот био лепши.
Ово је прича о људском оптимизму који сви носимо у себи.

## Улоге
| Глумац                | Улога             |
| --------------------- | ----------------- |
| Рахела Ферари         | Меланија Кнез     |
| Павле Вуисић          | Чеда              |
| Оливера Марковић      | госпођа Ружа      |
| Петар Прличко         | Филип             |
| Борис Краљ            | Борис             |
| Милан Срдоч           | Кнез Михајло      |
| Нада Шкрињар          | госпођа Петровић  |
| Васа Пантелић         | господин Петровић |
| Татјана Бељакова      | Мица              |
| Томо Курузовић        | сликар            |
| Бранислав Миладиновић | Миша              |
| Аленка Ранчић         | Марија            |
| Олга Палинка          | Љиља              |
| Гордана Сибинкиц      | Зорица            |
| Раде Перковић         | Милиционер        |
| Вања Албахари         |                   |

Комплетна филмска екипа ▼
| Редитељ                   | Тома Јанић         |                                     |
| Сценариста                | Васа Поповић       |                                     |
| Композитор                | Бојан Адамич       |                                     |
| Директор фотографије      | Едуард Богданић    |                                     |
| Монтажер                  | Ружица Цвингл      |                                     |
| Сценограф                 | Раденко Мишевић    |                                     |
| Уметнички директор        | Владо Бранковић    |                                     |
| Костимограф               | Мира Глишић        |                                     |
| Одсек за шминку           | Софија Николић     | шминкерка                           |
| Одсек за шминку           | Соња Зечевић       | шминкерка                           |
| Менаџер продукције        | Никола Ђурђевић    | вођа снимања                        |
| Менаџер продукције        | Сејфудин Тановић   | помоћник директора филма            |
| Менаџер продукције        | Исо Таубер         | директор филма                      |
| Менаџер продукције        | Небојша Заплата    | помоћник организатора               |
| Помоћник режије           | Хајрудин Крвавац   | други помоћник редитеља             |
| Помоћник режије           | Гојко Шиповац      | први помоћник редитеља              |
| Уметнички одсек           | Хидајет Чаклић     | сценски реквизитер                  |
| Уметнички одсек           | Абдулах Диздаревић | сценски реквизитер                  |
| Уметнички одсек           | Мањо Узеир         |                                     |
| Одсек за звук             | Драгутин Јелић     | тон мајстор                         |
| Одсек за звук             | Џевад Вилић        | асистент тонског сниматеља          |
| Одсек за камеру и расвету | Зијах Бачвић       | пратилац камере                     |
| Одсек за камеру и расвету | Рудолф Белингер    | пратилац камере (као Руди Белингер) |
| Одсек за камеру и расвету | Бошко Ковачевић    | вођа расвете                        |
| Одсек за камеру и расвету | Мишо Крњајић       | сценски радник                      |
| Одсек за камеру и расвету | Огњен Милићевић    | први асистент сниматеља             |
| Одсек за камеру и расвету | Иван Терзић        | фотограф                            |
| Одсек за костим           | Јосеф Атијас       | гардеробер                          |
| Одсек за костим           | Власта Хубени      | асистент костимографа               |
| Одсек за костим           | Рамиза Каламујић   | гардеробер                          |
| Одсек за монтажу          | Бланка Јелић       | асистент монтажера                  |
| Музички одсек             | Марио Аркус        | музички уредник                     |
| Остала екипа              | Љубинка Курузовић  | секретар режије                     |
| Остала екипа              | Олга Митровић      | лектор                              |
| Остала екипа              | Марко Слишковић    | секретар продукције                 |